# Michelle Shocked
Michelle Shocked (* 24. února 1962 v Dallasu jako Karen Michelle Johnstonová) je americká folková zpěvačka, kytaristka a skladatelka.
Její matka je mormonka. Její otec pracoval jako voják z povolání, takže rodina se často stěhovala. Michelle byla problémové dítě, její dospívání v punkovém duchu bylo poznamenáno útěky z domova a pobyty na psychiatrii. Od roku 1984 začala vystupovat jako písničkářka s vlastním repertoárem v USA i Evropě, zvolila si pseudonym Michelle Shocked podle výrazu shell shock, užívaným po první světové válce pro válečné vysloužilce, kteří se v důsledku utrpěných psychických traumat stáhli do ulity a nedokázali se zařadit do společnosti.
U firmy Mercury Records nahrála trojici úspěšných alb Short Sharp Shocked (1988, 73. místo Billboard 200 a 33. místo UK Albums Chart), Captain Swing (1989, 31. místo UK Albums Chart, cena CMJ Network pro folkové album roku) a Arkansas Traveler (1992, 46. místo UK Albums Chart). Nejúspěšnějším singlem byla píseň „Anchorage“ ze Short Sharp Shocked (16. místo v hitparádě Alternative Songs), nahrála také skladbu „Quality of Mercy“ pro film Mrtvý muž přichází. Byla součástí silné vlny samostatně vystupujících písničkářek s výrazně feministickými a společenskokritickými postoji, která se objevila koncem osmdesátých let: Tracy Chapman, Suzanne Vega, Ani DiFranco, Brenda Kahn. Hudba Michelle Shocked obohacovala tradiční folk prvky přejatými z rocku, country i swingu.
V polovině devadesátých let se rozhodla odejít ze showbusinessu a nadále vydávala desky vlastním nákladem a koncertovala v malých klubech. Začala zpívat v kostelním sboru v Los Angeles a stala se členkou Church of God in Christ, její veřejné postoje se staly výrazně nábožensky konzervativními; zatímco v počátcích své kariéry užívala otevřeně bisexuální stylizaci, na koncertě v San Francisku v březnu 2013 prohlásila, že legalizace homosexuálních sňatků by vedla ke zhroucení civilizace.
Jejím mladším bratrem je hudebník Max Johnston, známý svým působením ve skupině Wilco.

## Diskografie
- The Texas Campfire Tapes (1986)
- Short Sharp Shocked (1988)
- Captain Swing (1989)
- Arkansas Traveler (1992)
- Kind Hearted Woman (1994)
- Artists Make Lousy Slaves (1996)
- Good News (1998)
- Deep Natural (2001)
- ToHeavenURide (2007)
- Soul of My Soul (2009)
- Inaudible Woman (2014)[5]